# António de Carvalho Brandão
António de Carvalho Brandão ComTE (? - 1913) foi um militar e administrador colonial português.

## Biografia
Assentou Praça como Guarda-Marinha em 1864 e chegou ao posto de Contra-Almirante, em que faleceu.
Como Oficial da Marinha, comandou a corveta Rainha de Portugal. Como seu Comandante, fez entrar o seu navio no Porto da Beira, na Beira, em Sofala, Moçambique, quando este Porto ainda não recebera visita de qualquer barco, abrindo, assim, as suas possibilidades de utilização. Foi Imediato do couraçado Vasco da Gama e de vários outros navios.
Nomeado Governador de Quelimane, mais tarde chamada Zambézia, prestou ali excelentes serviços, sobretudo na racionalização e justiça no lançamento de impostos, debelando uma grave crise financeira sem exercer sobre os contribuintes violências nem arbitrariedades. Fez atribuir os verdadeiros valores aos Prazos da Coroa, tendo, também, acção tão enérgica quanto prudente na manutenção da ordem e do prestígio português no interior, castigando e prendendo o Régulo Mopea, terror do Distrito. Quando foi exonerado, realizaram-se importantes manifestações de despedida por parte da população.
Possuía o grau de Comendador da Ordem Militar da Torre e Espada, do Valor, Lealdade e Mérito.